# Combate singular

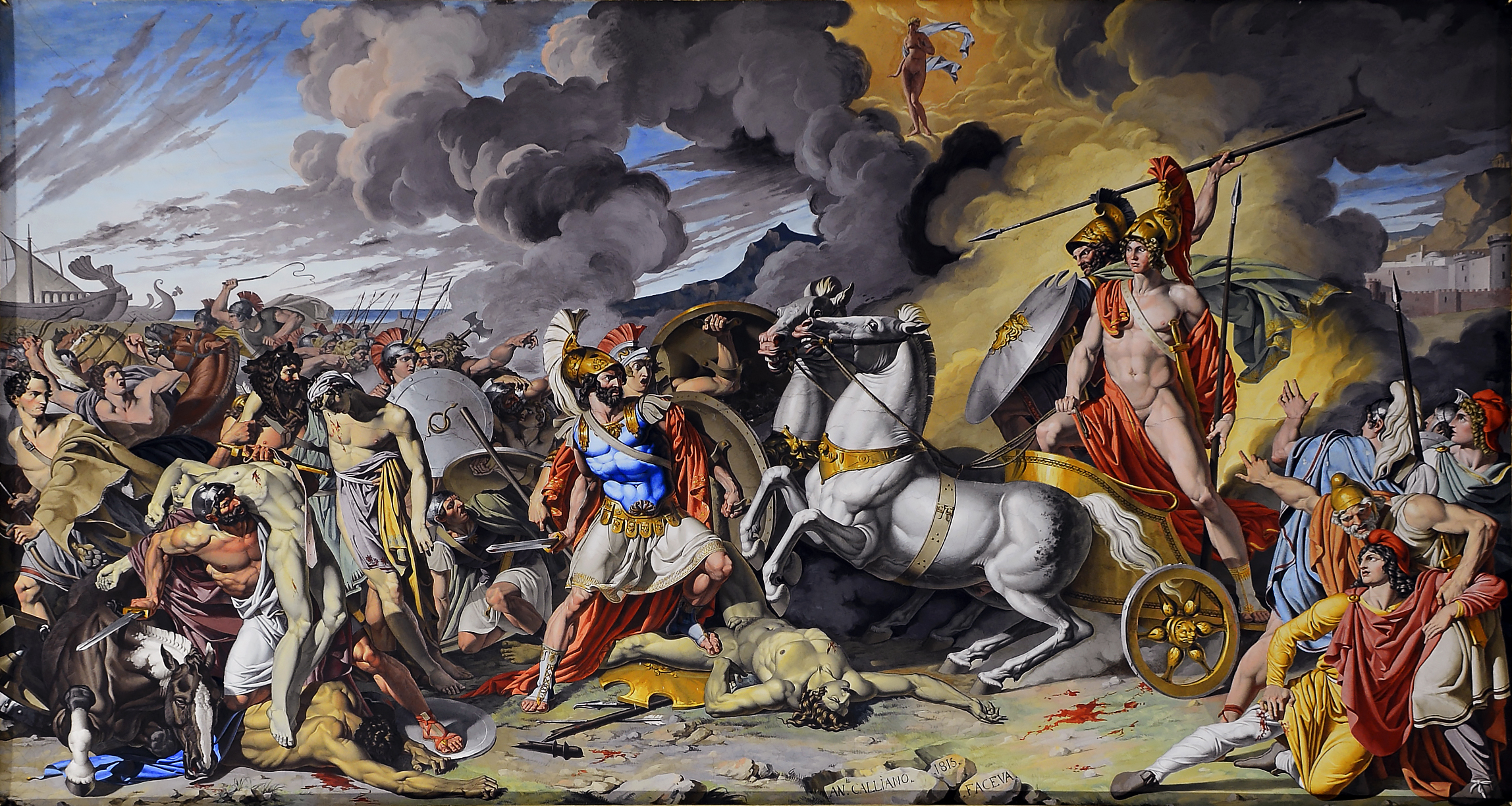
Aquiles lucha contra Héctor en medio de las hostilidades de la Guerra de Troya. Pintura de Antonio Raffaele Calliano

El combate singular es un duelo entre dos guerreros individuales que tiene lugar en el contexto de una batalla entre dos ejércitos.
Se sabe de casos de combate singular desde la Antigüedad clásica y la Edad Media. Con frecuencia, los campeones eran combatientes que representaban a grupos más amplios de espectadores. Combates representativos como estos, así como historias acerca de ellos, son conocidos en todo el mundo.
Normalmente, los combates singulares tenían lugar en la tierra de nadie ubicada entre los ejércitos opuestos, con otros guerreros como espectadores y absteniéndose ellos mismos de luchar hasta que uno de los dos combatientes hubiese ganado. Se trataba a menudo de una guerra de campeones, en la que los dos rivales eran considerados los campeones de sus respectivos bandos.
El combate individual también podía tener lugar dentro de una batalla más grande. Ni la guerra antigua ni la guerra medieval se basaban siempre en formaciónes en línea o en falanges. Como un notable ejemplo, la Ilíada describe las batallas de la guerra de Troya como una serie de encuentros singulares en el campo, y el código de caballería medieval, en parte inspirado en esta obra, alentaba al combate singular entre caballeros individuales en el campo de batalla, en el que usualmente no se le daba muerte al perdedor, sino que era hecho cautivo a cambio de un rescate. Esta tradición terminó en el siglo XIV debido al uso del arco largo y de la formación de escuadra de picas contra caballeros montados (Batalla de Crécy, Batalla de Laupen), y la tradición del combate singular se continuó lejos del campo de batalla, con el pas d'armes y el duelo moderno temprano.

## Antigüedad
Un episodio importante en "La historia de Sinuhé," una de las obras más conocidas de la literatura del Antiguo Egipto, tiene que ver con el protagonista –un exiliado egipcio en el Alto Retenu (Canaán)– derrotando a un poderoso oponente en combate singular.
Se describen duelos entre guerreros individuales en la Ilíada, incluidos aquellos entre Menelao y París y posteriormente entre Aquiles y Héctor. La Biblia hebrea también incluye algunos relatos de combate singular, siendo el más famoso el de David contra Goliat.
El combate singular es mencionado con bastante frecuencia en la historia de la antigua Roma: Rómulo derrotó a Acro, rey de Caenina, para ganar su spolia opima; Livio describió que la derrota de los Curiatii de Alba Longan a manos de los de los Horacios en el siglo VII a. C. resolvió una guerra a favor de Roma y sometió a Alba Longa a ésta; Aulo Cornelio Coso derrotó a Lars Tolumnio, rey de los Veyentes, en combate singular y se llevó su spolia opima. En el siglo V a. C. Marco Claudio Marcelo se llevó el spolia opima de Viridómaros, rey de los Gesetas, en la batalla de Clastidio (222 a. C.), y Marco Licinio Craso el de Deldo, rey de los Bastarnos (29 a. C.).
Descripciones de combates singulares también aparecen en las epopeyas hindúes del Mahābhārata y el Ramayana. Combates singulares aparecen usualmente como preludios de batallas en la epopeya china Romance de los Tres Reinos y son descritos de manera prominente a lo largo de la epopeya.

## Edad Media
En El robo del toro de Cuailngehe, un famoso episodio de la mitología irlandesa, todos los guerreros del Ulster, excepto Cúchulainn, se enferman debido a una maldición y no pueden luchar contra el ejército invasor de la reina Maeb, lo que deja a Cúchulainn como el único guerrero para librar una serie completa de combates singulares él solo hasta que se recuperen. El cuento mitológico galés, la Cuarta Rama de los Mabinogi, describe un combate singular entre Pryderi, príncipe del sur, y el mago Gwydion, del norte, para determinar el vencedor de una guerra entre los dos reinos.
Muchas batallas descritas en el Cantar de Roldán medieval consisten en una serie de combates singulares, como ocurre también en las batallas descritas en el poema épico ruso temprano Cantar de las huestes de Ígor (en el que se basa la ópera de El príncipe Ígor de Borodín) y las batallas representadas en varios cuentos de Las mil y una noches.
Guy de Warwick, el legendario héroe de caballerías inglés, es representado derrotando en combate singular al gigante vikingo Colbrando; la historia se desarrolla en la época de Athelstan de Inglaterra, pero en realidad describe la sociedad de finales de la Edad Media.
Un episodio importante en la legendaria Historia de los reyes de Gran Bretaña de Geoffrey de Monmouth es el combate singular entre el príncipe Nennio de Gran Bretaña y Julio César.
El combate singular también ocurría como preludio de las batallas en la Arabia preislámica y las primeras batallas islámicas. Por ejemplo, la Batalla de Badr, una de las más importantes en la historia temprana del Islam, tuvo su inicio con un combate entre tres campeones del lado islámico (Alí, Ubaydah y Hamzah) dando un paso adelante, enfrentando y derrotando a tres de los para entonces paganos de La Meca, aunque Ubaydah fue herido de muerte. Se considera que este resultado de los tres combates singulares contribuyó sustancialmente a la victoria musulmana en la batalla general que siguió. Los duelos hicieron también parte de otras batallas en la época de Mahoma, como la batalla de Uhud, la batalla de la Trinchera y la batalla de Jáibar. En las conquistas musulmanas tempranas, el comandante musulmán a menudo se batía en duelo con el comandante enemigo. Por ejemplo, Jálid ibn al-Walid y Hormozd en la batalla de las cadenas.
Los combates singulares eran característicos de la tradición guerrera samurái y se conocían como Ikki-uchi. En tanto cada samurái comandaba su propia unidad de criados, desafiar y derrotar con éxito a un samurái rival en un combate singular podía obligar a la unidad entera a retirarse, minimizando así las bajas y cambiando el curso de una batalla. Aquellos que buscaban oponentes adecuados con frecuencia usaban la pronunciación nanori para lanzar un desafío, anunciando su nombre y valentía, a la vez que ridiculizando a los oponentes para levantar la moral de sus aliados y enfurecer al oponente para forzar la ocurrencia de un combate. Puesto que se trataba de una estrategia de alto riesgo y bajo rendimiento para el bando ganador, el bando ya derrotado o un oponente en desventaja (debido a diferencias en la posición personal o reputación marcial), era aceptable rechazar o eludir el combate singular. Un ejemplo de combate singular con un trágico resultado para el vencedor se narra en el poema épico Heike Monogatari cuando Kumagai Naozane derrotó a Taira no Atsumori en la Batalla de Ichi-no-Tani. Los combates singulares podían ser prohibidos por el comandante general según la necesidad y especialmente durante las invasiones mongolas de Japón, particularmente durante la segunda invasión en 1281, los samuráis lucharon como arqueros/soldados montados en masa con la aniquilación del enemigo como objetivo. Esta tradición declina y desaparece durante el período Sengoku, ya que cada bando preparaba ejércitos entrenados llegando a miles o incluso decenas de miles de hombres, haciendo que el combate singular tuviera un efecto limitado, si es que tenía alguno, sobre el resultado de la batalla.
En Rusia, el combate singular recibe el nombre de bash na bash (una antigua expresión rusa que significa "uno contra uno"), y sustituía una pelea entre campeones por una batalla a gran escala como forma tradicional de evitar el derramamiento de sangre de una guerra interna. Los líderes de las druzhinas opuestas u otros grupos armados cabalgaban hacia el centro del campo de batalla o enviaban mensajeros a negociar si los dos combatientes más hábiles o los líderes mismos irían a combate singular, generalmente a muerte. El resultado de la lucha entre campeones se tomaría entonces como señal de qué lado tenía el favor de los poderes superiores, y podía tener consecuencias políticas similares al resultado de una batalla completa.
La narración escrita más antigua de una pelea de este tipo se encuentra en la Crónica primaria de Néstor; describe un duelo entre un campeón de Kiev y el mejor guerrero de los Pechenegs. Sin embargo, el combate más conocido fue aquel entre el príncipe Mstislav el Valiente de Tmutarakáñ y el príncipe kasog Rededia en 1022, en la que Mstislav derrotó a Rededia y lo mató con una daga. Según la Crónica Primaria, la victoria de Mstislav le permitió recibir tributo de manos de los kasog y ordenar la construcción de una iglesia; también tomó a la esposa de Rededia y a sus dos hijos y los bautizó en el cristianismo, tras lo cual hizo casar a su hija con el hijo de Rededia de acuerdo con la tradición de la época. Aunque Rededia había muerto, Mstislav lo honró y su familia se unió a las filas de la nobleza rusa.
El semilegendario Cuento de la destrucción de Riazan incluye una extensa descripción del combate entre el héroe ruso Evpaty Kolovrat y el guerrero tártaro Hostovrul. Kolovrat parte en dos a su oponente con su espada y gana el duelo. Sin embargo, Kolovrat es atacado desde la distancia y luego asesinado por lanzadores de piedras tártaros. El gobernante mongol Batu Khan, impresionado por su valentía, honra su cuerpo.

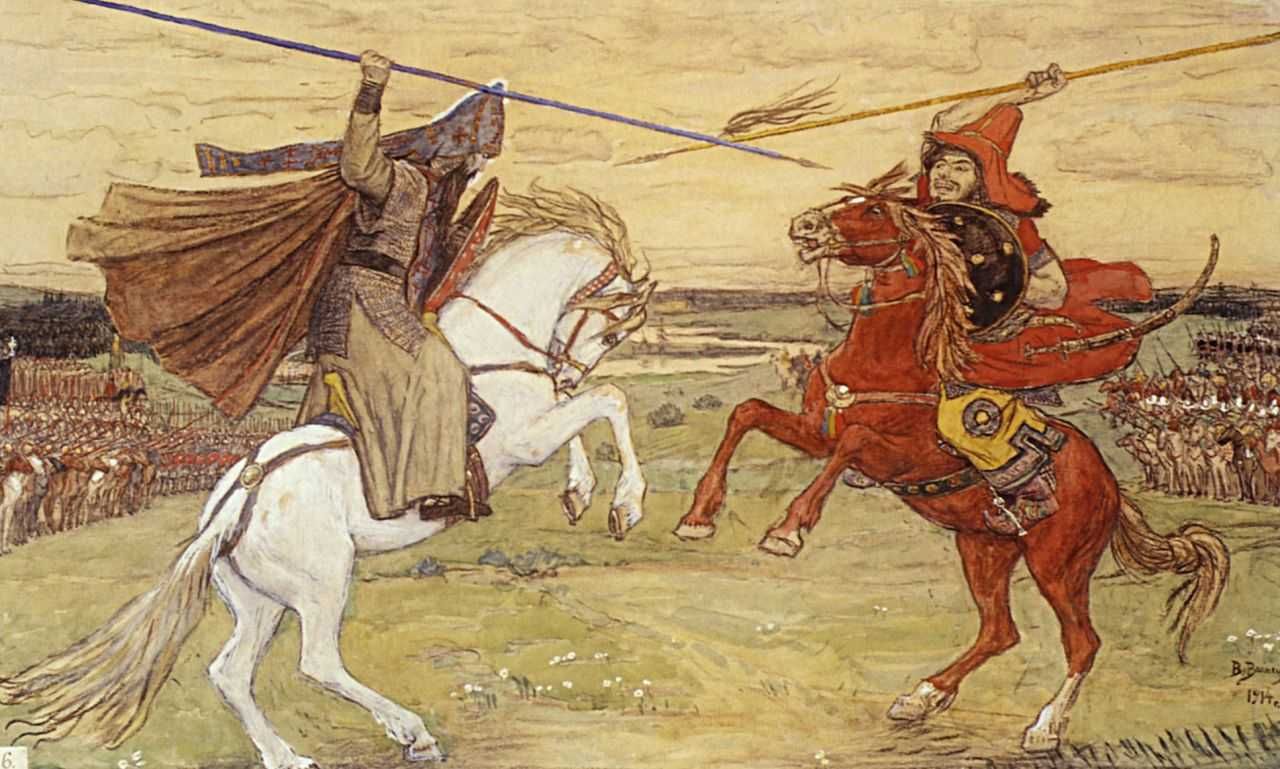
Alexander Peresvet lucha contra Chelubey. Por Victor Vasnetsov (1914)

A veces, no obstante, tal combate singular simplemente iniciaba las batallas en lugar de prevenirlas. El ejemplo más famoso de esto fue el duelo entre el monje ruso Aleksandr Peresvet y el campeón de la Horda de Oro, Chelubey o Temir-Murza al comienzo de la Batalla de Kulikovo en 1380. Los campeones se mataron entre sí en el primer intento, aunque de acuerdo con la leyenda rusa, Peresvet no se cayó de la silla, mientras que Temir-murza sí.
En Kerala, India, el duelo entre guerreros se utilizaba para resolver conflictos entre gobernantes locales. La casta marcial principal de Kerala, los Nairs y algunas familias prominentes de Ezhava componían los Chekavars (que literalmente significa "aquellos que están preparados para morir" en idioma malayalam). Entre los guerreros prominentes que participaron en tales ankam (duelos) se encuentran Thacholi Othenan, Unniarcha, Aromal Chekavar, cuyas leyendas son descritas en el Vadukkan Pattukal (baladas del norte). El Festival Mamankam celebrado por los Zamorín en el reino de la actual Kozhikode, era un ritual que glorificaba las tradiciones marciales de las familias guerreras en el Malabar. El ritual terminó después de que los Zamorín fueron derrocados. La práctica de Kerala se suspendió en el siglo XIX bajo el Raj británico.
En el combate personal, luchado a lomos de elefantes de guerra, durante una guerra entre Birmania y Siam, el rey siamés Naresuan dio muerte al príncipe heredero birmano Mingyi Swa en 1593.

## Ejemplos modernos
```
El capitán 
John Smith de Jamestown
 tiene fama en su antigua carrera como mercenario en Europa del Este por haber derrotado, asesinado y decapitado comandantes turcos en tres combates singulares, por lo que fue 
hecho caballero
 por el príncipe de 
Transilvania
 
Segismundo Báthory
 y recibió un caballo y un 
escudo de armas
 mostrando tres cabezas de los turcos.
[
2
]
```

El dramaturgo Ben Jonson, en conversaciones con el poeta William Drummond, relató que cuando sirvió en los Países Bajos como voluntario de los regimientos de Francis Vere, había derrotado a un oponente en combate singular "a la vista de ambos ejércitos" y le había quitado todasde su armas.
En épocas más recientes, los combates singulares se han convertido en elementos icónicos–aunque a menudo apócrifos–de combates aéreos cercanos (dogfights), con la idea, si no la práctica, de ser combates singulares en los cielos, particularmente prevalentes durante la Primera Guerra Mundial, con el énfasis de las fuerzas aéreas en una especie de individualismo y caballerosidad. Se ha afirmado que Manfred von Richthofen, el infame "Barón Rojo", escribió "Si estoy solo con un oponente ... solo un arma atascada o un problema en el motor pueden evitar que lo derribe."
En su libro de 1979 The Right Stuff, el periodista Tom Wolfe afirma que los astronautas del Mercury 7 eran tratados como guerreros de combate singular frente a los cosmonautas soviéticos durante la Carrera Espacial como parte de la Guerra Fría.

## Ciencia ficción
El escritor de ciencia ficción Fredric Brown escribió la historia "Arena" en la que una flota espacial humana se prepara para la batalla contra una flota alienígena invasora cuando interviene una "raza mayor" superior, seleccionando a un solo humano y a un solo alienígena malévolo para que participen en un combate singular como los campeones de sus respectivas especies.